# Desa Sangkanayu (administrativ by i Indonesien, lat -7,14, long 109,18)
Desa Sangkanayu är en administrativ by i Indonesien.   Den ligger i provinsen Jawa Tengah, i den västra delen av landet, 280 km öster om huvudstaden Jakarta.